# Chancé
Chancé település Franciaországban, Ille-et-Vilaine megyében. Lakosainak száma 301 fő (2018. január 1.). Chancé Domagné, Bais, Louvigné-de-Bais, Moulins és Piré-sur-Seiche községekkel határos.

## Népesség
A település népességének változása:
| Lakosok száma | 282  | 201  | 197  | 246  | 284  | 306  | 304  | 317  | 311  | 301  |
|               | 1968 | 1975 | 1982 | 1999 | 2006 | 2011 | 2013 | 2016 | 2017 | 2018 |